# Elżbieta Szuca-Marcinkowska
Elżbieta Szuca-Marcinkowska (ur. 7 września 1914 w Byszwałdzie, zm. 2012 w Gdyni) – polska telegrafistka, juzistka.
Przez trzy lata była pracowniczką Poczty Polskiej w Wolnym Mieście Gdańsku. Podczas II wojny światowej, była członkinią Armii Krajowej i Tajnej Organizacji Wojskowej "Gryf Pomorski".

## Życiorys
Urodzona 7 września 1914 roku w Byszwałdzie. W 1934 ukończyła Państwowe Seminarium Nauczycielskie w Toruniu. W roku 1935 roku została wysłana na kurs telegraficzny w Centrum Wyszkolenia Łączności w Zegrzu, gdzie nauczyła się m.in. obsługiwać telegraf Morse'a i Hughesa.
Wraz z Wandą Kamrowską (1914–1984) należały do harcerstwa polskiego.
Pracowała na Poczcie Gdańskiej w latach 1936-1939. Skończyła nocny dyżur w nocy 31 sierpnia i dlatego nie wzięła udziału w obronie Poczty. Wraz z innymi telegrafistkami i pracowniczkami Poczty Gdańskiej, m.in. Wandą Kamrowską i Marią Flisykowską-Piasecką, była na początku wybuchu II wojny światowej więziona w Victoriaschule.
Gestapo w Gdańsku aresztowało ją 3 grudnia 1942 roku. W 1945 roku została uwolniona podczas Marszu Śmierci z obozu Stutthof, po czym wróciła do Gdańska. Po wojnie, w 1956 została nauczycielką  w Szkole Podstawowej nr 18 w Gdyni. Przeszła na emeryturę w 1974 roku.
Została odznaczona Złotym Krzyżem Zasługi oraz otrzymała Odznakę Zasłużonym dla Ziemi Gdańskiej.
Zmarła w 2012 roku, w wieku 98 lat.